# Angiolo Martignoni
Angiolo Martignoni (* 3. April 1890 in Lugano; † 9. Januar 1952 ebenda) war ein Schweizer Jurist, Politiker, Tessiner Staatsrat und Nationalrat der Christlichdemokratischen Volkspartei (CVP).

## Leben
Angiolo Martignoni war ein Sohn des Buchhalters, Stadtrats von Lugano und Tessiner Grossrats Gaspare Martignoni und der Adele geborener Martinoli. Er besuchte das Gymnasium in Lugano und studierte anschliessend Rechtswissenschaft an den Universitäten Heidelberg und Bern. Im Jahr 1916 promovierte er mit einer Dissertation über die Tessiner Bürgergemeinden und verfasste 1917 das Schema storico-giuridico del patriziato ticinese. Nachher wirkte er als Anwalt und Notar in Lugano. Im Jahr 1921 wurde er als konservativer Abgeordneter in den Tessiner Verfassungsrat gewählt und sass 1926–1927 (als Ersatz für seinen verstorbenen Vater) und erneut 1951–1952 (für die Vecchi conservatori e agrari) im Grossen Rat.
Von 1927 bis 1947 wirkte er als Staatsrat und stand zuerst dem Finanz- und Justizdepartement und dann ab 1935 dem Landwirtschafts- und Innendepartement vor. Sein besonderes Engagement galt dabei der Landwirtschaft. Nach dem Ersten Weltkrieg war er Mitarbeiter der Zeitschrift L’Adula und Sympathisant des Faschismus. Im April 1930 traf er in der Sala del Mappamondo in Rom Benito Mussolini, von dem er gegen das Versprechen, die Tessiner Politik im Allgemeinen und die konservativen Partei im Besondern nach rechts zu bewegen, die damals beträchtliche Summe von 80 000 Franken erhielt. Dieser Handel wurde erst in den 1970er-Jahren aufgedeckt.